# Негниючник тычинковый
Негнию́чник тычи́нковый (лат. Gýmnopus androsáceus) — вид грибов, входящий в род Гимнопус (Gymnopus) семейства Негниючниковые (Marasmiaceae).

## Описание
Шляпка не более 1,5 см в диаметре, полушаровидная или тупоконическая, затем уплощённая, в центре с понижением, радиально бороздчатая по крайней мере ближе к краю, в центре тёмно-розовато-коричневая или шоколадно-коричневая, ближе к краю более бледная — розоватая, желтоватая, жёлтовато-буровато-коричневая, голая.
Пластинки в числе 12—17, с несколькими пластиночками, редкие, приросшие к ножке, иногда переплетающиеся, розовато-коричневые или розово-жёлтые.
Ножка до 1 мм толщиной, 2—5 см длиной, нитевидная, жёсткая, продольно-разлинованная, блестящая. Окраска красно-коричневая до почти чёрной, в верхушке беловатая.
Мякоть одного цвета со шляпкой, тонкая, без особого запаха и вкуса.
Споровый порошок белого цвета. Споры 6,5—9×3,5—5 мкм, эллиптические до каплевидных. Базидии булавовидные, с пряжками, 24—30×6,5—8 мкм. Кутикула шляпки — у очень молодых грибов гименидермис, затем — триходермис. Все гифы с пряжками.
Пищевого значения не имеет из-за мелких размеров. Ножка жёсткая.

## Сходные виды
- Gymnopus quercophilus (Pouzar) Antonín & Noordel., 2008 — встречается только на листьях широколиственных деревьев — дуба, бука, каштана, клёна. Мицелий этого вида окрашивает субстрат в бледно-жёлтый цвет.

## Экология
Сапротроф, произрастающий большими группами на веточках хвойных деревьев (сосны, ели, лиственницы, пихты) и вереска, на листьях лиственных деревьев (берёзы, дуба).

## Таксономия

### Синонимы
- Agaricus androsaceus L., 1753basionym
- Agaricus pineti Batsch, 1783, nom. illeg.
- Androsaceus androsaceus (L.) Rea, 1922, nom. illeg.
- Androsaceus vulgaris P.Karst., 1889
- Chamaeceras androsaceus (L.) Kuntze, 1898
- Marasmius androsaceus (L.) Fr., 1838
- Merulius androsaceus (L.) Purton, 1821
- Setulipes androsaceus (L.) Antonín, 1987